# Rosetown
Rosetown (offiziell Town of Rosetown) ist eine Gemeinde im südwestlichen Zentrum der kanadischen Provinz Saskatchewan. Die Gemeinde ist eine „urban municipality“ mit dem Status einer Kleinstadt (englisch Town) und verfügt, wie alle „urban municipalities“ in der Provinz, über eine eigenständige Verwaltung.
Rosetown ist ein Einkaufs-, Dienstleistungs- sowie Verwaltungszentrum für die umliegende, von Getreideanbau geprägte Region.

## Lage
Die Kleinstadt liegt in der Prärie, in den nördlichen Ausläufern des Palliser-Dreiecks und ist umgeben von der Rural Municipality of St. Andrews No. 287. Rosetown liegt etwa 110 Kilometer südwestlich von Saskatoon und in der Gemeinde kreuzt sich der in Ost-West-Richtung verlaufende Highway 7 mit dem in Nord-Süd-Richtung verlaufenden Highway 4. Außerdem kreuzen sich am Ortsrand, wo auch der lokale Flugplatz liegt, zwei Eisenbahnstrecken der Canadian National Railway und der Canadian Pacific Railway.

## Geschichte
Ursprünglich Siedlungsgebiet der First Nation, begann der europäisch geprägte Teil der Geschichte der heutigen Gemeinde um das Jahr 1905 mit der Ankunft der ersten Siedler. Bereits im Jahr 1907 wurde hier ein „Post Office“ eröffnet. Einige Jahre später erreichte die Eisenbahnstrecke der Canadian Northern Railway die Gegend und die Siedlung erhielt 1909 offiziell den Status eines Dorfes (incorporated as a village), nur um bereits im Jahr 1911 den Status einer Kleinstadt (Town) verliehen zu bekommen.

## Demografie
Die Gemeinde wird für den Zensus zur Saskatchewan Census Division No. 12 gerechnet. Der Zensus im Jahr 2016 ergab für die Stadt selber eine Bevölkerungszahl von 2451 Einwohnern, nachdem der Zensus im Jahr 2011 für die Gemeinde eine Bevölkerungszahl von nur 2317 Einwohnern ergeben hatte. Die Bevölkerung hat damit im Vergleich zum letzten Zensus im Jahr 2011 nur leicht schwächer als der Trend in der Provinz um 5,8 % zugenommen, während der Provinzdurchschnitt bei einer Bevölkerungszunahme von 6,3 % lag. Im Zensuszeitraum von 2006 bis 2011 hatte die Einwohnerzahl in der Gemeinde noch deutlich schwächer als der Provinzdurchschnitt um nur 1,8 % zugenommen, während die Gesamtbevölkerung in der Provinz um 6,7 % zunahm.

## Söhne und Töchter der Stadt
- Ken Ireland (* 1952), Eishockeyspieler
- Rob Friend (* 1981), Fußballspieler
- Amy Vermeulen (* 1983), Fußballspielerin